# Elecciones presidenciales de la República de China de 2012
Las elecciones para Presidente y vicepresidente de la República de China (en chino tradicional, 第十三任中華民國總統副總統選舉; pinyin, Dì shí sān rèn zhōnghuá mínguó zǒngtǒng fù zǒngtǒng xuǎnjǔ Wade-Giles: Ti shih san jen Chung Hua Min Kuo tsung t'ung fu tsung t'ung hsuan chu) se realizaron en Taiwán el 14 de enero de 2012. La elección se llevó a cabo junto con las elecciones legislativas. Fue la quinta elección directa del Presidente de la República de China.
El presidente, Ma Ying-jeou, fue reelegido presidente con el 51,6% de los votos. La aspirante del PPD, Tsai Ing-wen, dimitió de su cargo como presidenta del DPP tras su derrota electoral.

## Candidatos

### Partido Progresista Democrático
La presidenta del partido, Tsai Ing-wen, fue la candidata del PPD. Fue designada candidata del partido en abril de 2011 tras unas primarias según los sondeos de opinión. Los candidatos para las primarias del PPD fueron Tsai, el ex primer ministro Su Tseng-chang y el expresidente Hsu Hsin-liang. La exvicepresidenta Annette Lu Hsiu-lien anunció su intención de postularse, pero se retiró de la contienda presidencial. El 9 de septiembre de 2012, la candidata Tsai eligió al secretario general del DPP, Su Jia-chyuan, como su compañero de fórmula.
Nominados
| Boleta del Partido Progresista Democratico de 2012 |                                     |
| Tsai Ing-wen                                       | Su Jia-chyuan                       |
| Para presidenta                                    | Para vicepresidente                 |
|                                                    |                                     |
| Vice primera ministra (2006–2007)                  | Ministro de Agricultura (2006–2008) |

### Kuomintang
El presidente, Ma Ying-jeou, se presentaba para un segundo mandato. Como no había rivales dentro del partido, no se realizaron elecciones primarias para definir al candidato.
El vicepresidente Vincent Siew decidió no postularse para un segundo mandato, y el 19 de junio de 2011 el presidente Ma eligió al primer ministro Wu Den-yih como su compañero de fórmula.
Nominados
| Boleto del Kuomintang de 2012    |                                       |
| Ma Ying-jeou                     | Wu Den-yih                            |
| Para Presidente                  | Para Vicepresidente                   |
|                                  |                                       |
| Presidente de Taiwán (2008–2012) | Primer ministro de Taiwán (2009–2012) |

### Primero el Pueblo
El presidente del PPP, James Soong Chu-yu, lanzó la primera candidatura presidencial del partido el 20 de septiembre de 2011. Soong declaró, sin embargo, que su candidatura dependía del éxito de una campaña nacional de firmas, organizada por Kao Tsu-min y Yang Fu-mei.  Juró postularse y mantener su candidatura activa durante las elecciones si su campaña reunía un millón de firmas en todo Taiwán.
| Boleto de Primero el Pueblo de 2012              |                                                                                    |
| James Soong                                      | Lin Ruey-shiung                                                                    |
| Para Presidente                                  | Para Vicepresidente                                                                |
|                                                  |                                                                                    |
| Gobernador de la Provincia de Taiwán (1993–1998) | Decano de la Facultad de Medicina de la Universidad Nacional de Taiwán (1993–1996) |

## Resultados
El Presidente Ma Ying-jeou fue reelecto por un margen de casi el 6%. (Resultados con el 100% de las mesas escrutadas) Ma, artífice de un acercamiento a China, revalidó su mandato al vencer en las elecciones a la jefa de la oposición, Tsai Ing-wen. Su reelección se dio con el 51,6% de los votos frente al 45,6%  de la candidata independendiente, según datos de la Comisión Central Electoral. Aunque este hecho fue duramente criticado por la oposición que acusó al gobierno de amaño.

## Declaraciones
"Hemos ganado. Esta es una victoria de la prosperidad económica y un respaldo para mis políticas", dijo Ma. El presidente isleño prometió seguir trabajando por la paz y la estabilidad de Taiwán y los lazos con China, y por acortar la brecha entre ricos y pobres en la isla. "En los próximos cuatro años, las relaciones con China serán más armoniosas y habrá más confianza recíproca" que si Tsai hubiera ganado la elección, afirmó el mandatario reelecto.
Ante sus partidarios, reunidos en el centro de Taipéi, Ma Ying-jeou sostuvo que “no es una victoria personal, es la victoria de los taiwaneses y la victoria de la vía de la integridad, de la prosperidad y de la paz".
Respecto del triunfo de Ma Ying-jeou, la exvicepresidenta, Annette Lu, aclaró que fue clave "la propuesta de la contrincante de basar los lazos con China en un consenso previo de alta participación social, lo que ha asustado al empresariado y ha permitido obtener estos resultados".
Tsai Ing-wen, representante de la oposición en la presidencial, y que abogaba por una política de firmeza ante China, reconoció su derrota ante sus partidarios: "Aceptamos la decisión del pueblo de Taiwán, y felicitamos al presidente Ma", declaró.